# 吳自峒
吳自峒（1536年—？），字伯高，號石蘭，直隸安慶府桐城縣人，民籍，明朝政治人物。

## 生平
嘉靖四十年（1561年）辛酉科應天鄉試第一百七名舉人，四十一年（1562年）中式壬戌科會試第二百五十四名，三甲第二百名進士。授行人司行人，以清望選翰林院待詔，充裕王（後為明穆宗）講官。明穆宗即位，升尚寶司卿，擢太常寺卿，轉南京通政使司右通政，旋以計典自陳，議外補，遂拂衣歸。張居正死後，交章以薦，卒不起。吳自峒九歲失怙，事母陸氏四十年無倦色，祿入悉以公之三兄，撫誨諸姪，不啻己出。

## 家族
曾祖吳志善；祖父吳佐，贈兵部郎中；父吳檄，陝西布政使司右參政。母陸氏（封宜人）。慈侍下。孫吳紹志，南寧府知府。